# Дина Каплан
Дина Ейми Каплан (на английски: Dena Amy Kaplan) е австралийска актриса, певица, танцьорка и DJ. Родена е в Южна Африка. Най-известна е с ролята си на Абигейл Армстронг в Танцова академия.

## Живот и кариера
Каплан е родена на 20 януари 1989 г. в Йоханесбург, Южна Африка в еврейско семейство. Майка и баба ѝ са и балетисти. Бащата на Каплан е музикант, а дядо ѝ – актьор. Има по-голяма сестра, Джема-Ашли Каплан, и по-малка сестра – Ариела Каплан, която играе Лиза Атууд #2 в „Клуб седло“. Каплан се премества в Австралия през 1996 г., на седем години. Като вижда, че Джема взема уроци по балет, Дина също започва да учи танци.
Каплан посещава еврейското училище „Mount Scopus Memorial College“ в Мелбърн и изучава танци в много училища, включително Австралийската балетна школа, Академията по балет на Джейн Мур и Центъра за градски танци. За пръв път се появява на сцената заедно с Дейвид Кембъл в мюзикъла „Carousel“ на театралната група „The Production Company“, като Louise, соло балетна партия във втория акт на шоуто. Второто ѝ голямо участие е като танцьорка и певица в мюзикъла „Цар Лъв“ на Дисни. Премества се в Ню Йорк, за да учи в „Ailey School“ и „Broadway Dance Center“. През 2019 прави колаборация с българския продуцент и изпълнител Симеон Ликов и издават песента от „Танцова Академия“ - One Perfect Night.
Първата ѝ роля в телевизията е през 2005 г. в детския шпионски сериал „Скутер – тайният агент“ на австралийския телевизионен канал Network Ten, като една от „купонджийките“. През 2007 г. тя се появява като Deborah Statesman в епизод на австралийската полицейска драма City Homicide. През 2009 г. тя играе Кели в епизод от Flight Of The Conchords и участва във филма „In Her Skin“ заедно с Ребека Гиби. След това получава роля в сериала Танцова академия и в същата година участва като Стефани Улф в „City Homicide“. През 2011 г. Каплан участва като влюбена във видеоклипа на Chris Sebastian за „Flow“. През 2013 г. тя е избрана за ролята на Сара Бренън в TV серията на NBC „Camp“. Подготвена е телевизионна серия, в която ще пеят и танцуват заедно Джема, Дина и Ариела.
Семейство Каплан живеят в Сидни, Австралия.